# سید محمد مرندی
سید محمد مرندی (متولد ۱۲ مرداد ۱۳۴۵) شهروند و تحلیلگر سیاسی اهل ایران و مشاور رسانه‌ای تیم مذاکره‌کننده هسته‌ای جمهوری اسلامی ایران است.
سید محمد مرندی متولد ریچموند، ویرجینیا، آمریکا است، تابعیت این کشور را نیز داشته و تا ۱۳ سالگی در این کشور زندگی کرده است. او دیپلم خود را از دبیرستان علوی شهر تهران دریافت کرد. او فرزند علیرضا مرندی است.
وی دارای مدرک کارشناسی و کارشناسی ارشد زبان و ادبیات انگلیسی از دانشگاه تهران و دکترای ادبیات انگلیسی از دانشگاه بیرمنگام بریتانیا است. مرندی در حال حاضر استاد تمام ادبیات انگلیسی دانشگاه تهران است.
مرندی که بعد از پیوستن به دانشگاه تهران در پایه‌گذاری مؤسسه مطالعات آمریکای شمالی و اروپا (که بعدها به ایجاد دانشکده مطالعات جهان دانشگاه تهران نیز انجامید) نقش مؤثری داشت؛ وی در حال حاضر عضو هیئت علمی دانشکده زبان‌ها و ادبیات خارجی دانشگاه تهران است.

## فعالیت
او به دلیل موقعیت آکادمیک و تسلط بر زبان انگلیسی همواره طرف توجه رسانه‌های بین‌المللی نظیر سی‌ان‌ان، بی‌بی‌سی، الجزیره، و پرس تی‌وی، ظاهر شده و قویاً از برنامه هسته‌ای در ایران جمهوری اسلامی ایران و مواجههٔ آن با پیامدهای انتخابات ریاست‌جمهوری دهم ایران دفاع کرده است. اخیراً او بیشتر در شبکه آرتی حضور یافته است.
در عرصه دانشگاهی تمرکز مرندی بیشتر متوجه پروژه INAES بوده است. این مؤسسه که در آغاز به عنوان بازوی وابسته به دانشکده زبان‌های خارجی دانشگاه تهران شروع به کار کرد، امروزه مرکز مستقلی است که به مطالعات پسااستعماری با تمرکز خاص بر نقد شرق‌شناسی، چنان‌که چهره‌هایی ادوارد سعید، زین‌الدین سردار، و بیل اشکرافت مروج آنند، می‌پردازد.